# Vojkovice (district de Karlovy Vary)
Pour les articles homonymes, voir Vojkovice.
Vojkovice (en allemand : Wickwitz) est une commune du district et de la région de Karlovy Vary, en République tchèque. Sa population s'élevait à 650 habitants en 2020.

## Géographie
Vojkovice se trouve à 6 km à l'est d'Ostrov, à 13 km au nord-est de Karlovy Vary et à 105 km à l'ouest-nord-ouest de Prague.
La commune est limitée par Krásný Les et Stráž nad Ohří au nord, par la zone militaire de Hradiště à l'ouest et au sud, par Velichov au sud et par Ostrov à l'ouest.

## Histoire
La première mention écrite de la localité date de 1088.

## Administration
La commune se compose de deux quartiers :
- Jakubov
- Vojkovice